# Navistar International Corporation

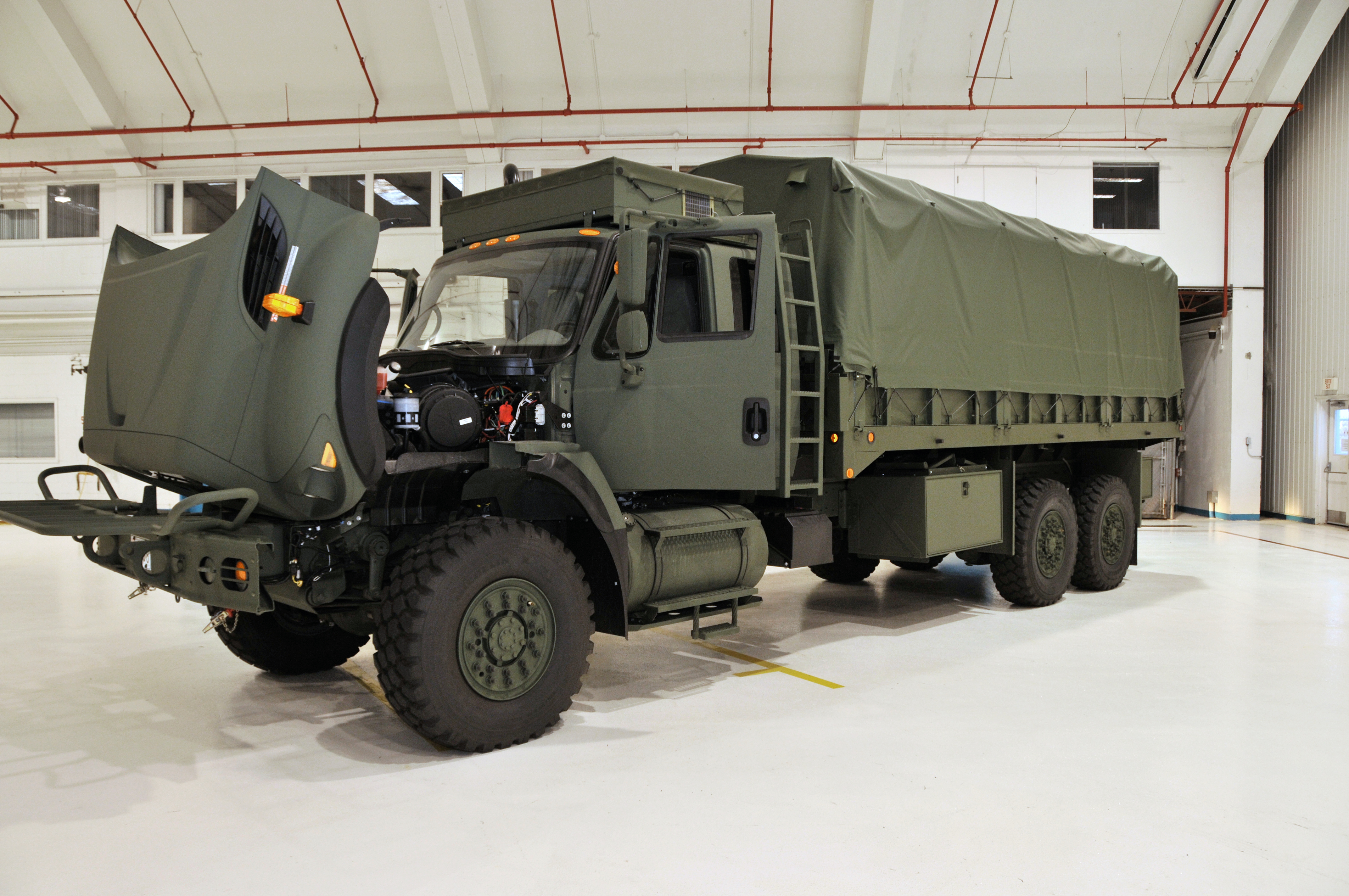
Navistar militaire vrachtwagen

Navistar International Corporation (het voormalige International Harvester Company) is een Amerikaanse producent van zware vrachtwagens, autobussen en dieselmotoren. Navistar beschikt ook over een eigen financieringsmaatschappij Navistar Financial Corporation. Het hoofdkantoor staat in Lisle (Illinois).

## Activiteiten
In 2020 telde de onderneming 12.100 medewerkers. Buiten de Verenigde Staten heeft het fabrieken in Canada, Mexico en Brazilië. Voor de verkoop beschikt het bedrijf over een dealernetwerk van meer dan 1000 vestigingen in deze vier landen en nog enige tientallen in andere landen.
Het realiseerde een omzet van US$ 11 miljard, waarvan twee derde gerealiseerd met de verkopen van vrachtwagens. De verkoop van onderdelen neemt het grootste deel van de rest van de omzet voor zijn rekening en een klein deel wordt behaald met de verkoop van motoren en financiële diensten. In de periode 2017 tot en met 2019 stegen de verkopen van Navistar in de Noord-Amerikaanse markt van 56.700 naar 86.800 voertuigen per jaar. In de Verenigde Staten en Canada heeft het ongeveer een derde van de markt voor schoolbussen in handen, een kwart van de middelzware vrachtwagenmarkt (Class 6 en 7) en een zevende van de markt voor zware vrachtwagens (Class 8).
Het bedrijf heeft een gebroken boekjaar dat loopt tot 31 oktober.

### Resultaten
Navistar kampt met teruglopende verkopen en omzet. Om de kosten te beheersen neemt ook het aantal medewerkers af. Na 2010 kwam het bedrijf in problemen. Haar dieselmotoren voldeden niet aan de milieueisen en Navistar kreeg diverse boetes van de Environmental Protection Agency (EPA) voor het niet naleven van de standaarden. In 2011 profiteerde het bedrijf van een grote belastingmeevaller, maar in 2012 werd het grote verlies vooral veroorzaakt door een grote fiscale tegenvaller.
| Jaar | Omzet           | Nettoresultaat  | Werknemers | Verkopen voertuigen (in stuks, t/m 2017 incl. militair) |
| Jaar | (× US$ miljoen) | (× US$ miljoen) | Werknemers | Verkopen voertuigen (in stuks, t/m 2017 incl. militair) |
| ---- | --------------- | --------------- | ---------- | ------------------------------------------------------- |
| 2010 | 12.145          | 267             | 18.700     | 87.000                                                  |
| 2011 | 13.958          | 1778            | 20.800     | 108.400                                                 |
| 2012 | 12.695          | –2962           | 18.500     | 101.300                                                 |
| 2013 | 10.775          | –844            | 16.500     | 84.400                                                  |
| 2014 | 10.806          | –579            | 15.800     | 90.000                                                  |
| 2015 | 10.140          | –151            | 14.400     | 84.500                                                  |
| 2016 | 8.111           | –65             | 12.400     | 63.300                                                  |
| 2017 | 8.570           | 55              | 12.300     | 68.900                                                  |
| 2018 | 10.250          | 368             | 14.000     | 74.100                                                  |
| 2019 | 11.251          | 221             | 13.300     | 86.800                                                  |
| 2020 | 7503            | –347            | 12.100     | 51.900                                                  |

## Geschiedenis
In 1986 wordt de naam van het bedrijf gewijzigd van International Harvester naar Navistar International. International Harvester was een conglomeraat dat in financiële problemen was geraakt. Diverse activiteiten werden verkocht. Het onderdeel dat landbouwmachines maakte werd verkocht inclusief de merknaam. International Harvester moest een nieuw naam kiezen voor de resterende activiteiten, de productie van vrachtwagens en autobussen.
In 2003 besluit het bedrijf ook producten te gaan maken met een militaire bestemming. In 2016 volgde een samenwerkingsovereenkomst met Volkswagen Truck & Bus. De twee gaan samenwerken op het gebied van de motoren en versnellingsbakken. Volkswagen AG nam in september 2016 een aandelenbelang van 16,6% in Navistar International, waarvoor het US$ 256 miljoen heeft betaald.
In december 2018 verkocht het bedrijf het 70% aandelenbelang in Navistar Defense aan Cerberus Capital Management. Dit onderdeel levert voertuigen aan het leger. Sinds 2004 heeft Navistar Defense zo'n 37.000 voertuigen geleverd aan 28 landen. De verkoop leverde Navistar een boekwinst op van US$ 51 miljoen.
In januari 2020 lanceerde Volkswagen een bod van US$ 35 per aandeel op de resterende aandelen Navistar. Het bod van Volkswagens truckdivisie Traton heeft een waarde van US$ 3 miljard. Het bestuur van Navistar was verrast en noemde het een "ongevraagd bod", maar gaat het overnamebod bestuderen. Traton heeft al grote aandelenbelangen in de Europese vrachtwagenfabrikanten MAN en Scania en het Braziliaanse Volkswagen Caminhões e Ônibus. Met Navistar verkrijgt Traton een positie in de Noord-Amerikaanse markt. Door de coronapandemie kwam de transactie stil te liggen. In september 2020 verhoogde Traton het bod naar US$ 43 of US$ 3,6 miljard in totaal. Op 1 juli 2021 werd de overname van Navistar afgerond en in werd de beursnotering beëindigd.
Personenauto's

 Volkswagen ·  Audi ·  Porsche ·  SEAT ·  Cupra ·  Škoda ·  Bentley ·  Lamborghini

Bedrijfsvoertuigen, bussen en vrachtwagens
 Volkswagen ·  Scania ·  MAN SE ·  Navistar